# تمثال نصفي

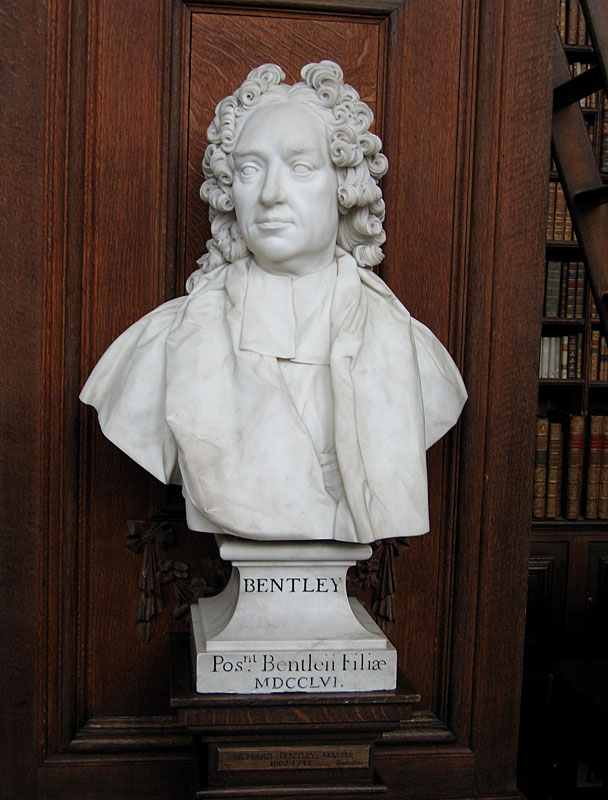
تمثال نصفي لريتشارد بنتلي

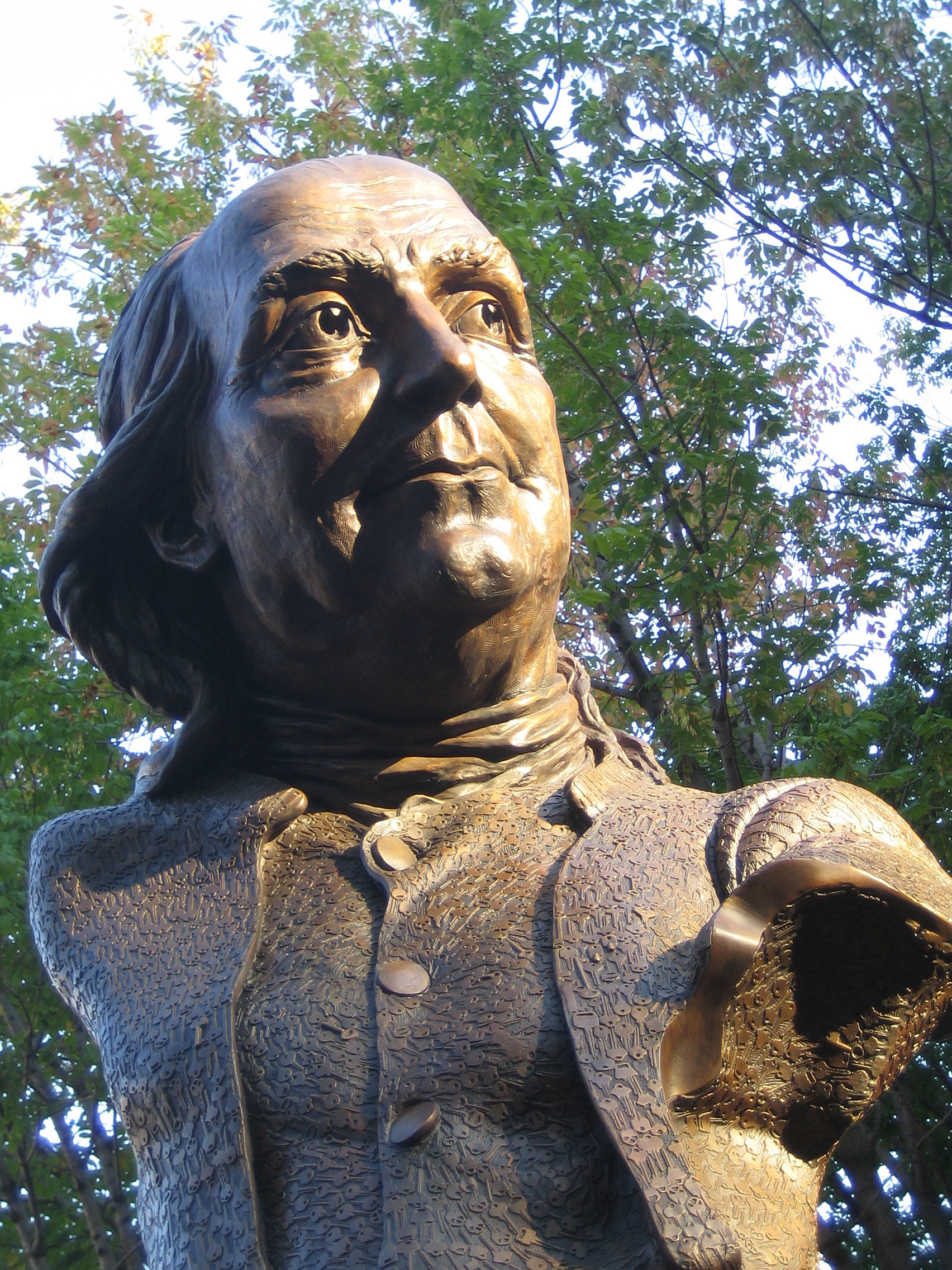
تمثال نصفي لبنجامين فرانكلين في إحدى المنتزهات العامة في فيلادلفيا. الموقع:

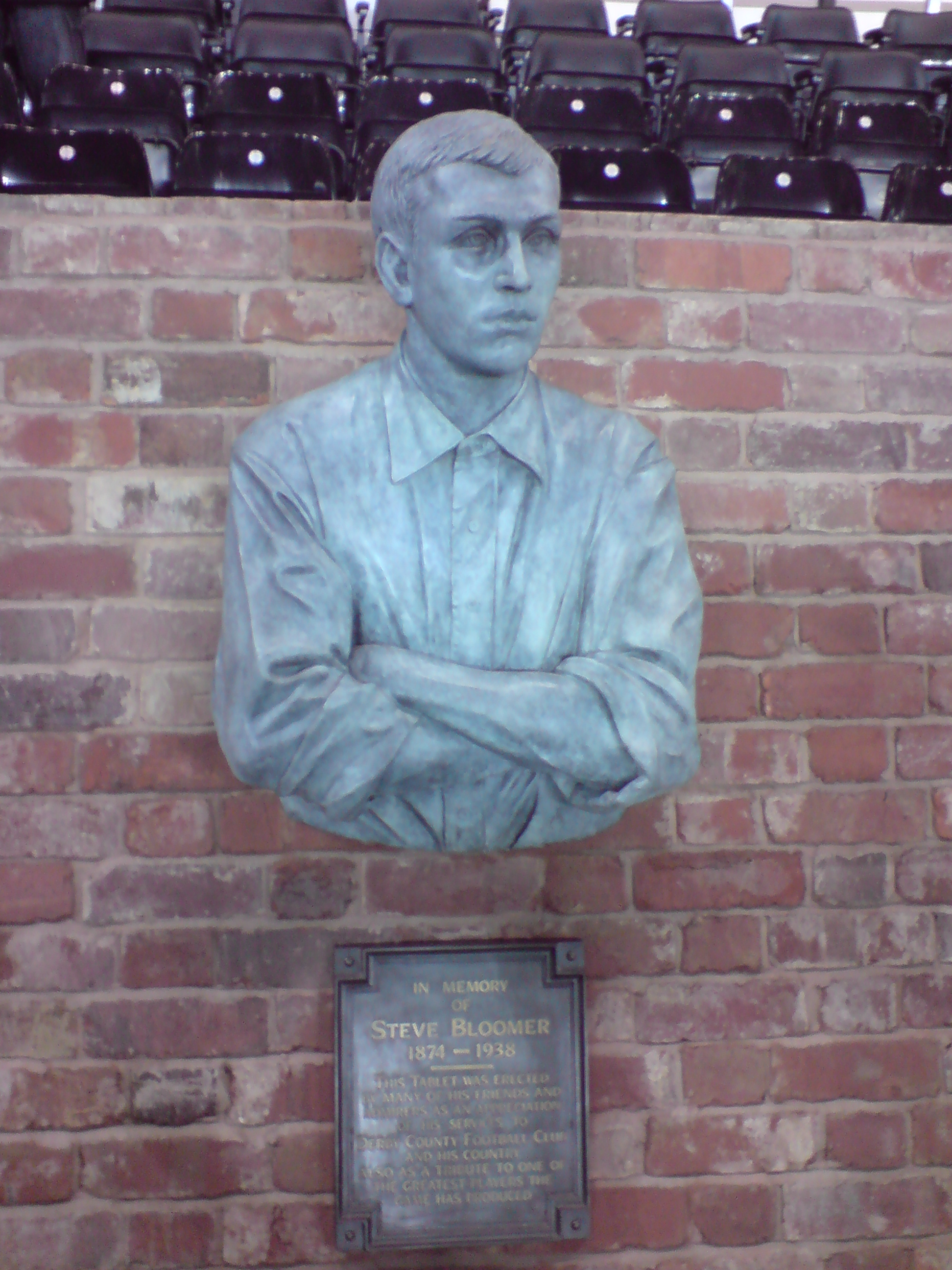
تمثال نصفي معروض في مدينة ديربي، المملكة المتحدة

التمثال النصفيّ هو منحوتة أو تصوير مجسم للجزء الأعلى من شخصية معروفة بحيث يشمل الرأس والعنق كما قد يشمل الأكتاف والصدر. والقطعة الفنية تدعم عادة بعارضة للتمثال. و هذا النوع من النحت يجسم عادة الشخص على وضع تفكير، ويمكن صنعه من عدة مواد كالرخام، البرونز والطين.

## وصلات خارجية
- Livius.org: Bust gallery of famous ancient Greeks
- Oxford definition نسخة محفوظة 5 فبراير 2005 على موقع واي باك مشين.
- Dictionary.com definition